# توماس سامرز وست
توماس سامرز وست (انگلیسی: Thomas Summers West؛ زاده ۱۸ نوامبر ۱۹۲۷ درگذشته ۱۰ ژانویهٔ ۲۰۱۰) یک دانشمند اهل بریتانیا بود.